# David di Donatello 1999

Alberto Sordi riceve il premio alla carriera

La cerimonia di premiazione della 44ª edizione dei David di Donatello si è svolta il 16 giugno 1999 a Cinecittà in Roma, con la conduzione di Carlo Conti e trasmessa su Raiuno.

## Vincitori e nominati
Vengono di seguito indicati in grassetto i vincitori.
Miglior film
- Fuori dal mondo, regia di Giuseppe Piccioni
- La leggenda del pianista sull'oceano, regia di Giuseppe Tornatore
- L'assedio, regia di Bernardo Bertolucci

Miglior regista
- Giuseppe Tornatore - La leggenda del pianista sull'oceano
- Bernardo Bertolucci - L'assedio
- Giuseppe Piccioni - Fuori dal mondo

Miglior regista esordiente
- Luciano Ligabue - Radiofreccia
- Giuseppe M. Gaudino - Giro di lune tra terra e mare
- Gabriele Muccino - Ecco fatto

Migliore sceneggiatura
- Giuseppe Piccioni, Gualtiero Rosella e Lucia Zei - Fuori dal mondo
- Cristina Comencini - Matrimoni
- Giuseppe Tornatore - La leggenda del pianista sull'oceano

Migliore produttore
- Lionello Cerri - Fuori dal mondo
- Franco Committeri - La cena
- Domenico Procacci - Radiofreccia

Migliore attrice protagonista
- Margherita Buy - Fuori dal mondo
- Francesca Neri - Matrimoni
- Giovanna Mezzogiorno - Del perduto amore

Migliore attore protagonista
- Stefano Accorsi - Radiofreccia
- Antonio Albanese - La fame e la sete
- Silvio Orlando - Fuori dal mondo

Migliore attrice non protagonista
- Cecilia Dazzi - Matrimoni
- Paola Tiziana Cruciani - Baci e abbracci
- Lunetta Savino - Matrimoni

Migliore attore non protagonista
- Fabrizio Bentivoglio - Del perduto amore
- Mario Scaccia - Ferdinando e Carolina
- Emilio Solfrizzi - Matrimoni

Migliore direttore della fotografia
- Lajos Koltai - La leggenda del pianista sull'oceano
- Luca Bigazzi - Così ridevano
- Fabio Cianchetti - L'assedio

Migliore musicista
- Ennio Morricone - La leggenda del pianista sull'oceano
- Ludovico Einaudi - Fuori dal mondo
- Luciano Ligabue - Radiofreccia

Migliore scenografo
- Francesco Frigeri - La leggenda del pianista sull'oceano
- Giancarlo Basili - Così ridevano
- Enrico Job - Ferdinando e Carolina

Migliore costumista
- Maurizio Millenotti - La leggenda del pianista sull'oceano
- Gianna Gissi - Così ridevano
- Gino Persico - Ferdinando e Carolina

Migliore montatore
- Esmeralda Calabria - Fuori dal mondo
- Massimo Quaglia - La leggenda del pianista sull'oceano
- Cecilia Zanuso - Matrimoni

Migliore fonico di presa diretta
- Gaetano Carito - Radiofreccia
- Amedeo Casati - Fuori dal mondo
- Bruno Pupparo - Matrimoni

Miglior cortometraggio
- Quasi fratelli, regia di Francesco Falaschi
- Fuochino, regia di Carlotta Cerquetti
- Incantesimo napoletano, regia di Paolo Genovese e Luca Miniero
- Tanti auguri, regia di Giulio Manfredonia

Miglior film straniero
- Train de vie - Un treno per vivere (Train de vie), regia di Radu Mihăileanu
- Shakespeare in Love (Shakespeare in Love), regia di John Madden
- Central do Brasil (Central do Brasil), regia di Walter Salles

Premio David Scuola
- La leggenda del pianista sull'oceano, regia di Giuseppe Tornatore
- I piccoli maestri, regia di Daniele Luchetti
- Del perduto amore, regia di Michele Placido

David speciale
- Mauro Bolognini alla carriera
- Sophia Loren alla carriera
- Alberto Sordi alla carriera

Premio Cinecittà
- Dante Ferretti